# За масову комуністичну освіту
«За масову комуністичну освіту» — щомісячний журнал, орган сектору масової комуністичної освіти Наркомату освіти УСРР, ЦК ЛКСМУ та Укрколгоспцентру. Виходив українською мовою у Харкові у 1931—1933 рр. у видавництві «Радянська школа». Тираж коливався від 9 до 14 тис. примірників.
У журналі, що мав виразно ідеологічне спрямування, зрідка друкувались статті і дописи, в яких висвітлювався досвід роботи книгозбірень при сельбудах в УСРР. Попередниками журналу вважають «Шлях до комунізму» (1921—1924), «Селянський будинок» (1924—1930), наступниками — «Колбуд» (з 1936 до середини 1937), «Соціалістична культура», «Культурно-освітня робота», «Українська культура».